# 인노촌
인노촌(印野村)은 시즈오카현의 북동, 슨토군에 속했던 촌이다. 1955년에 주변 정촌과 함께 고텐바시에 편입되었다. 

## 지리
미쿠리야 지방 중 가장 후지산 쪽에 위치하며, 광활한 후지산 들판부터 정상 부근까지를 가지고 있다. 이 원야는 육군의 훈련장으로 사용되었다.

## 역사
- 1889년 4월 1일 - 정촌제 시행에 의해 슨토군 인노촌이 성립하였다.
- 1955년 2월 11일 - 고텐바정, 다마호촌, 하라사토촌, 후지오카촌과 합병해 고텐바시가 성립하여, 동일 인노촌은 폐지되었다.

## 교통
고텐바선 고텐바역이 가장 가깝다. 인노촌이 폐지된 후 1962년에 미나미고텐바역이 개업했으며, 이후 이 역이 가장 가까운 역이 되었다.